# Holocausto
Holocausto est un groupe de black et thrash metal brésilien, originaire de Belo Horizonte, Minas Gerais. Le groupe est actuellement composé de Nedson Warfare à la batterie, Valério Exterminator à la guitare et au chant, Rodrigo Führer au chant, et Anderson Guerrilheiro à la basse et au chant. En 2016, ils comptent cinq albums studio publiés par Cogumelo Records. Il est considéré par AllMusic comme « possiblement le groupe de metal le plus polémique au Brésil. »

## Biographie
Holocausto est formé en 1985 par Marco Antônio (basse), Valério Exterminator (chant et guitare) et Rodrigo dos Anjos (guitare). Après l'enregistrement de la démo Massacre en 1985, et après avoir participé à la compilation Warfare Noise I de Cogumelo, le groupe crée la polémique avec la publication de son premier album studio, Campo de Extermínio. Tandis que d'autres groupes sud-américains tels que Sepultura, Vulcano et Sarcófago parlent de satanisme, Holocausto préfère décrire les atrocités perpétrées par les nazis dans les camps de concentration, ce qui les mènent à être accusé d'antisémitisme,. Le groupe répond aux polémiques souhaitant « seulement exprimer les horreurs de l'Holocauste dans tous ses détails », notamment,.
Le groupe continue d'exister à travers de multiples changements de formation, publiant plusieurs albums chez Cogumelo, sans profiter de la notoriété de son premier album. Ce manque de succès est lié à leur problème de formation, des adaptations tardives de leurs paroles en anglais, et des thèmes similaires à leur premier album. Ils se reforment cependant en 2004, avec un nouvel album axé punk hardcore, De Volta ao Front, en 2006.

## Membres

### Membres actuels
- Nedson Warfare – batterie (1985-1987, depuis 2015)[2]
- Valério Exterminator – guitare (1985-1987, depuis 2004), chant (depuis 2004)[2]
- Rodrigo Führer – chant (1985-1987, 2004-2010, depuis 2015), batterie (1988-1994, 2004-2010)[2]
- Anderson Guerrilheiro – basse (1986-1989, depuis 2004), chant (1988-1989, depuis 2004)[2]

### Anciens membres
- Marco Antônio – basse (1985-1986 ; décédé en 1986)[2]
- Armando Nuclear Soldier – batterie (1987)[2]
- Renato da Costa – guitare(1988-1992)[2]
- João Marcelo – basse (1989-1994)[2]
- Rossano Polla – chant (1989-1994)[2]
- Rodrigo dos Anjos – guitare (1992-1994)[2]
- Reinaldo Resan – guitare (2015-2016)[2]

## Discographie

### Albums studio
- 1987 : Campo de Extermínio
- 1988 : Blocked Mind
- 1990 : Negatives
- 1993 : Tozago As Deismno
- 2005 : De Volta ao Front
- 2019 : Diaro De Guerra

### EP
2017 : War Metal Massacre

### Split
- 1986 : Warfare Noise I (avec Chakal, Mutilator et Sarcófago)

### Démos
- 1985 : Massacre
- 1990 : Australoptecus Experience

### DVD
- 2007 : Campo de Exterminio Show - 1987